# Ekovesnička
Ekovesnička či ekovesnice má být sociálně, ekonomicky a ekologicky trvale udržitelnou záměrně vytvořenou komunitou. Obvykle v ní žije 50-150 osob, protože takový počet je podle sociologů a antropologů (Hill a Dunbar, 2002) považován za optimální z hlediska vytváření sociální sítě. Velké ekovesnice, v nichž žije i více než 2000 osob přesto mohou existovat jako sítě menších komunit, kterým velká komunita poskytuje záštitu.
Obyvatelé ekovesnice sdílí stejné ekologické, sociální a spirituální hodnoty (viz Záměrné komunity). Ekovesnice nejčastěji vytvářejí lidé, kteří nechtějí být závislí na většinovém systému s jeho centralizovanými sítěmi pro distribuci zdrojů a energií. Mnozí se tak snaží zabránit zániku tradičních komunit, straní se plýtvavého komerčního životního stylu, snaží se zabránit ničení životního prostředí, odmítají průmyslové zemědělství a nesouhlasí s nadměrným používáním fosilních paliv. Toto vše se podle nich musí změnit, chceme-li uniknout ekologické katastrofě. Malé komunity, které mohou minimalizovat svůj dopad na životní prostředí považují za nejlepší alternativu. Jednotlivé komunity spolu navzájem často spolupracují, v rámci větších sítí (např. GEN - Globální síť ekovesnic). Je to podobný model jako u iniciativy Ten Thousand Villages (Deset tisíc Vesnic), která podporuje celosvětový rozvoj Fair trade obchodu.
Často se lze v ekovesnicích setkat s lokálními měnami například se systémem LETS.